# Église Saint-Médard d'Houry
L'église Saint-Médard d'Houry est une église située à Houry, en France.

## Description
Tour ronde à l'angle nord-ouest, du côté où le terrain monte un peu. Le contrôle visuel des alentours sud-est de l'édifice est plus facile vu la pente favorable. Une tour sur ce côté a donc été jugé moins nécessaire.

### Galerie

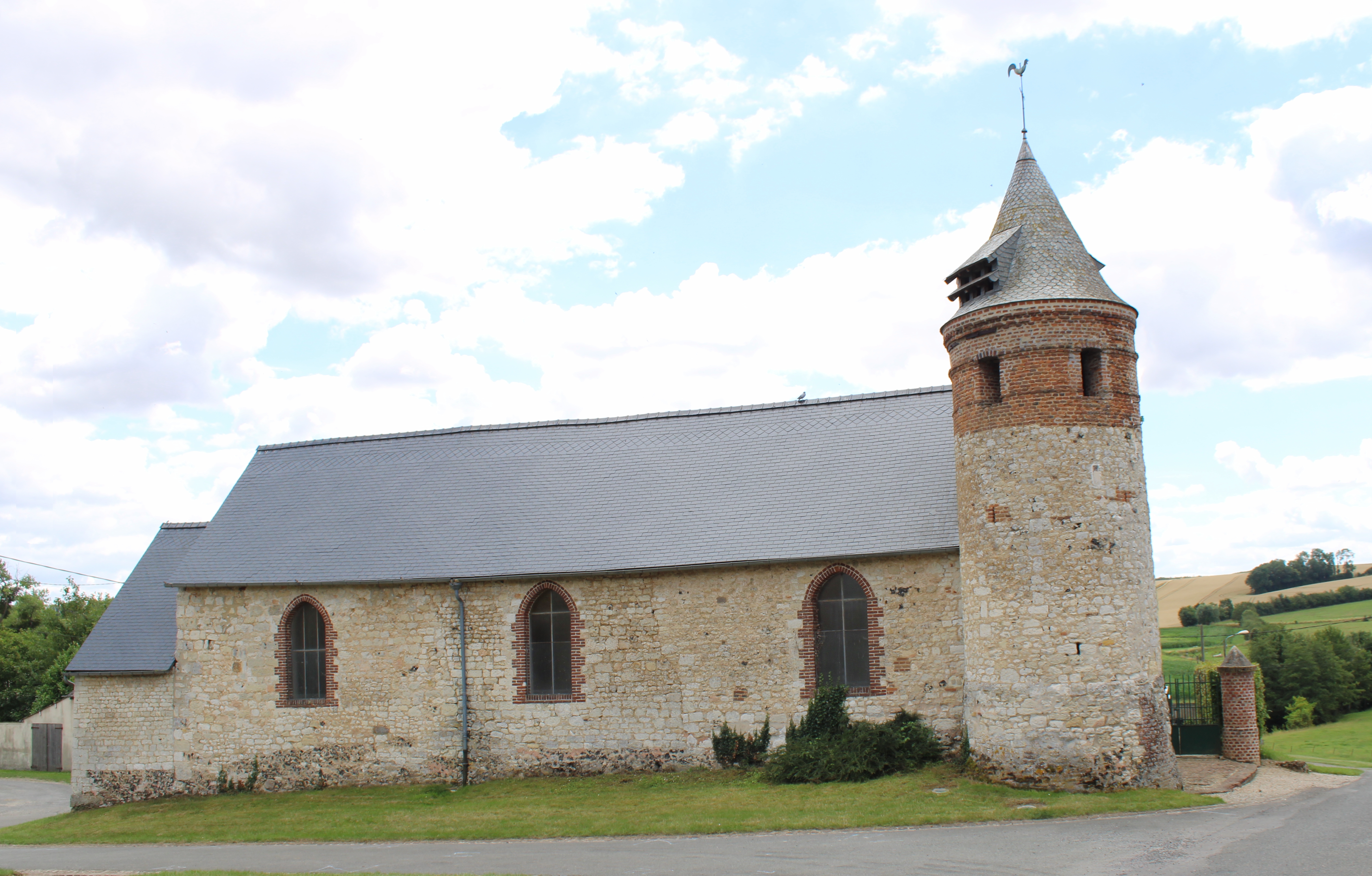
Vue de l'église.
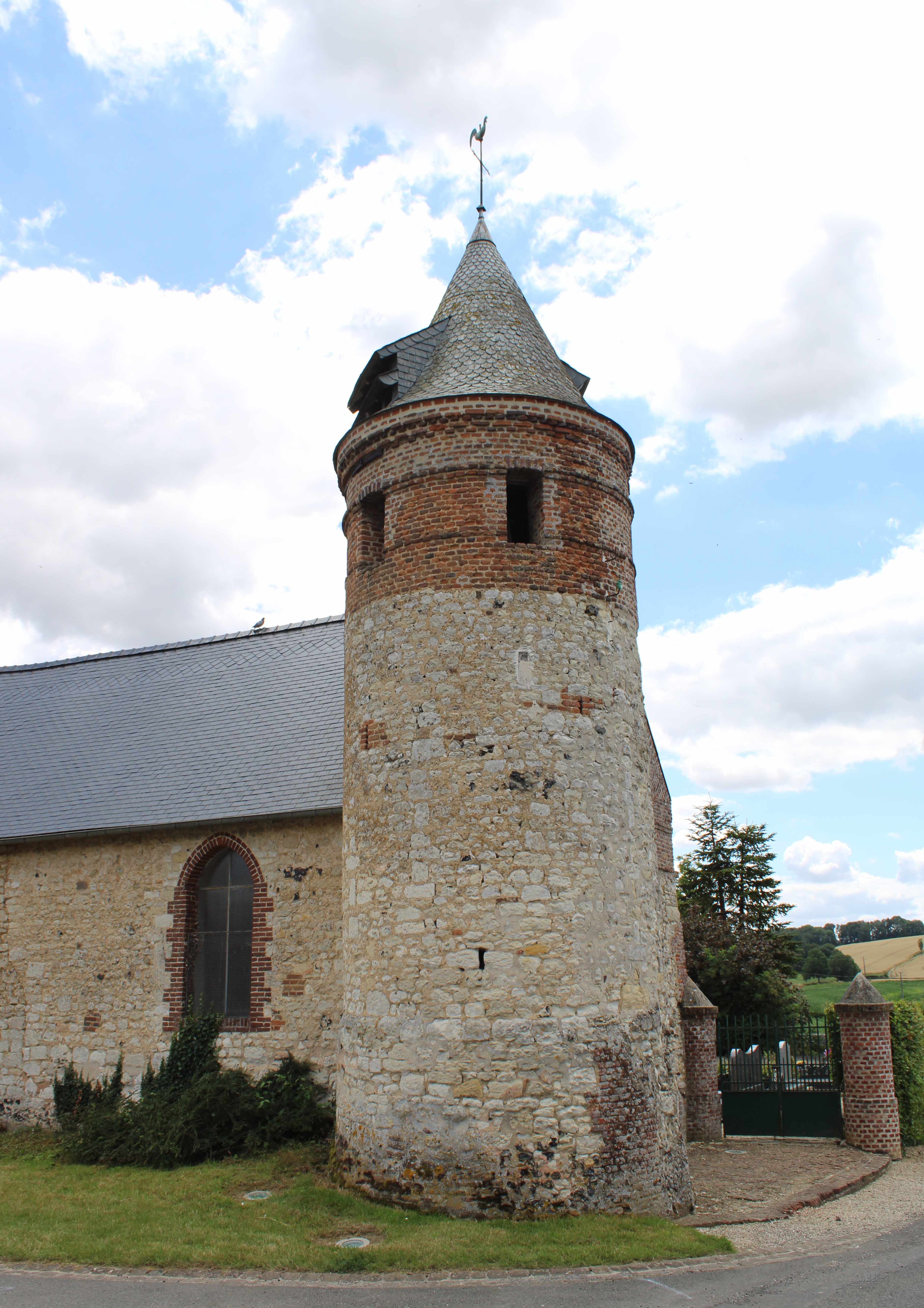
Vue de la tour fortifiée avec meurtrières et une pièce de refuge au sommet.
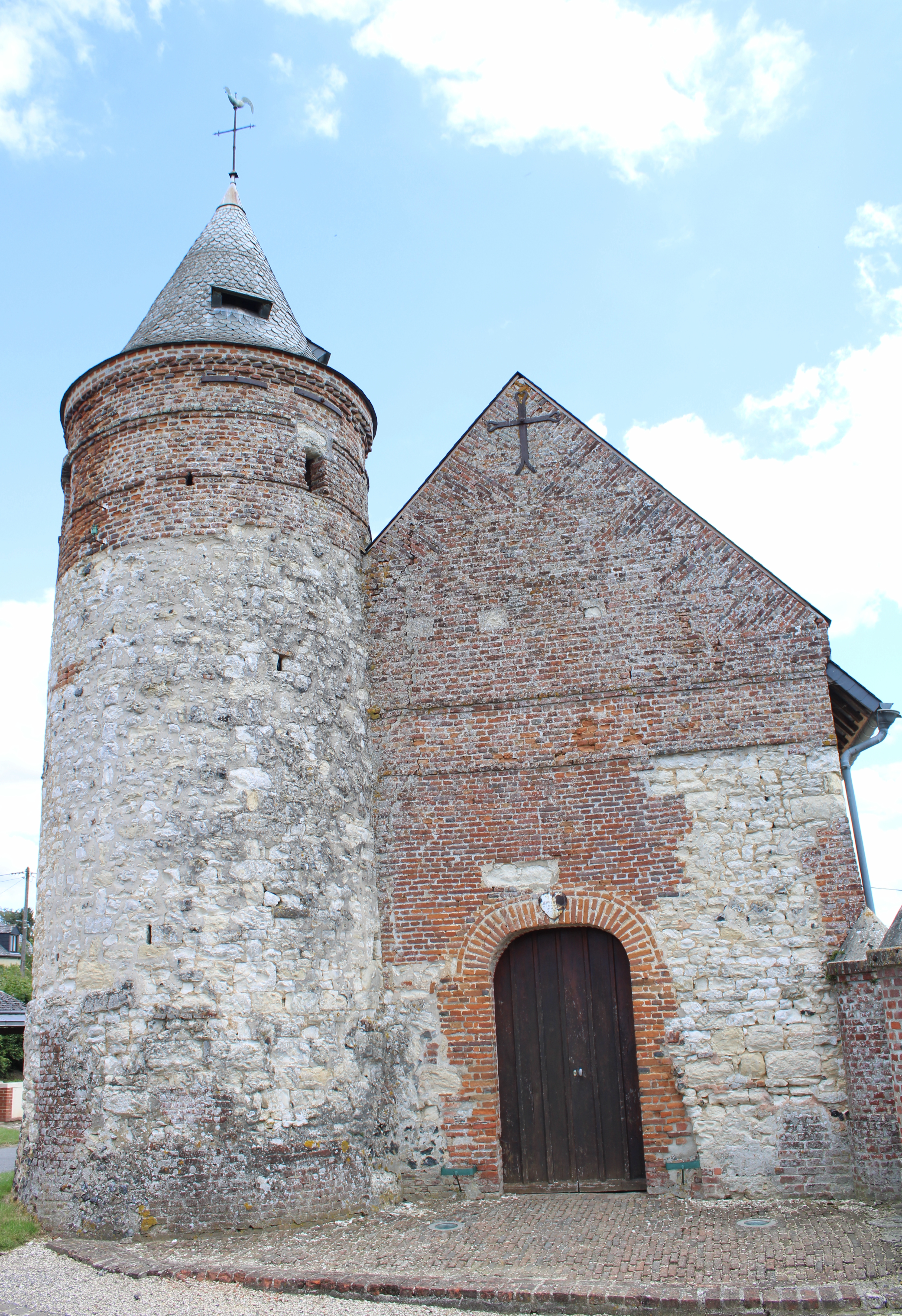
La façade de l'église flanquée de sa tour à gauche.

## Localisation
L'église est située sur la commune de Houry, dans le département de l'Aisne.